# Jhelum
 Ovo je glavno značenje pojma Jhelum. Za druga značenja pogledajte Jhelum (razdvojba).
Jhelum (urdu: جہلم) je grad u sjevernom dijelu Pakistanske provincije Punjab s 147 392 stanovnika prema popisu stanovništva iz 1998. godine. Jhelum leži kraj istoimene rijeke u istoimenom okrugu, a na drugoj strani obale leži manji grad, Sarai Alamgir, s poznatom vojnom školom.
Grad je utemeljio Aleksandar Veliki pod imenom Alexandreia Bukephalos nakon što njegov konj, Bukefal, nije preživio u bitki kod Hipaspa.

## Administrativno značenje
Osim što je sjedište okruga, Jhelum je i sjedište Jhelum Tehsila. Grad je administrativno podijeljen u 7 saveznih vijeća, ekvivalenta hrvatskim mjesnim odborima – Jhelum-I, Jhelum-II, Jhelum-III, Jhelum-IV, Jhelum-V, Jhelum-VI i Jhelum-VII.

## Stanovništvo
Prema procjenama iz 2012. godine, u Jhelumu živi oko 188 800 stanovnika i time je 32. grad u Pakistanu po broju stanovnika. S 98,47 % prevlada muslimansko stanovništvo, nakon kojeg slijede kršćani s 1,36 %. Prema popisu stanovništva iz 1998. godine, najrasprostranjeniji jezik je pandžapski (96,6 %), nakon kojeg slijede urdski (1,9 %) i paštunski (1,2 %). Stopa pismenosti u Jhelumu je, sa 79 %, treća najveća u Pakistanu, odmah nakon Islamabada i susjednog Rawalpindija. U odnosu na 1998. godinu, to je povećanje od čak 40,1 %. HDI Jheluma je 0,7698 što je drugi najveći HDI u Pakistanu, veći je samo HDI Karachija (0,7885).

## Vanjske poveznice
- https://web.archive.org/web/20071010030342/http://www.jhelum.info/
- http://www.humarajhelum.com/  Arhivirana inačica izvorne stranice od 18. ožujka 2007. (Wayback Machine)
- http://www.apnajhelum.com/  Arhivirana inačica izvorne stranice od 15. listopada 2003. (Wayback Machine)